# Ivanove, Odesa
Ivanove (în ucraineană Іванове) este un sat în comuna Krasnosilka din raionul Odesa, regiunea Odesa, Ucraina, formată numai din satul de reședință. Anterior a purtat denumirea Sverdlove.

## Demografie
Componența lingvistică a comunei Ivanove
     Rusă (48,21%)
     Ucraineană (43,33%)
     Bulgară (3,65%)
     Greacă (2,88%)
     Alte limbi (1,28%)
Conform recensământului din 2001, nu exista o limbă vorbită de majoritatea populației, aceasta fiind compusă din vorbitori de rusă (48,21%), ucraineană (43,33%), bulgară (3,65%) și greacă (2,88%).